# چریوموشکین
چریوموشکین (به لاتین: Cheryomushkin) یک منطقهٔ مسکونی در روسیه است که در شهرستان گیاگینسکی واقع شده‌است.